# سیگور روشفلت
سیگور روشفلت (نروژی: Sigurd Rushfeldt؛ زادهٔ ۱۱ دسامبر ۱۹۷۲) بازیکن سابق و مربی فوتبال اهل نروژ است.
وی در تیم ملی فوتبال نروژ ۳۸ بازی انجام داده است و عضو این تیم در جام جهانی فوتبال ۱۹۹۴ بوده است.